# فصل تازه
فصل تازه چهارمین آلبوم موسیقی احسان خواجه‌امیری است که در ۳۰ بهمن ۱۳۸۷ توسط شرکت ایران‌گام منتشر شد.
میکس و مسترینگ: ایمان حجت
ضبط صدا: احسان خواجه امیری

## ترانه‌ها
| شماره      | نام                 | سراینده         | آهنگساز          | تنظیم            | مدت   |
| ---------- | ------------------- | --------------- | ---------------- | ---------------- | ----- |
| ۱.         | «نمی‌دونی»           | امیر پیرنهان    | مهرداد نصرتی     | احسان خواجه‌امیری | ۳:۰۵  |
| ۲.         | «شیرین»             | حسین متولیان    | مهرداد نصرتی     | علی ثابت         | ۳:۰۸  |
| ۳.         | «گریه»              | حامد عسگری      | پدرام کشتکار     | پدرام کشتکار     | ۳:۴۳  |
| ۴.         | «دچار»              | شاهین شاهین‌زاده | پدرام کشتکار     | پدرام کشتکار     | ۴:۱۷  |
| ۵.         | «حقیقت داره دلتنگی» | زهرا عاملی      | مهرداد نصرتی     | علی ثابت         | ۴:۲۶  |
| ۶.         | «فال»               | افشین یداللهی   | احسان خواجه‌امیری | علی ثابت         | ۳:۵۱  |
| ۷.         | «رفتنی»             | افشین یداللهی   | پدرام کشتکار     | پدرام کشتکار     | ۴:۱۰  |
| ۸.         | «خوشبختی»           | مونا برزویی     | مهرداد نصرتی     | احسان خواجه‌امیری | ۳:۳۴  |
| ۹.         | «عشق میاد»          | امیر پیرنهان    | مهرداد نصرتی     | علی ثابت         | ۳:۵۶  |
| ۱۰.        | «تب تلخ»            | افشین یداللهی   | احسان خواجه‌امیری | علی ثابت         | ۳:۴۴  |
| مجموع مدت: | مجموع مدت:          | مجموع مدت:      | مجموع مدت:       | مجموع مدت:       | ۳۸:۰۱ |

## منبع
«فصل تازه». وب‌گاه موسیقی‌ما. بایگانی‌شده از اصلی در ۱۲ مه ۲۰۱۰. دریافت‌شده در ۴ ژوئن ۲۰۱۰.
1. ↑  «آلبوم جدید خواجه امیری منتشر شد؛ فصل تازه احسان خواجه‌امیری در موسیقی». وب‌گاه موسیقی‌ما. بایگانی‌شده از اصلی در ۱۰ ژوئن ۲۰۱۰. دریافت‌شده در ۴ ژوئن ۲۰۱۰.